# Forschungsstätte der Evangelischen Studiengemeinschaft
Die Forschungsstätte der Evangelischen Studiengemeinschaft e. V. (abgekürzt: FEST) – Institut für interdisziplinäre Forschung – in Heidelberg ist ein außeruniversitäres interdisziplinäres Forschungsinstitut. Die Evangelische Studiengemeinschaft entstand 1957/58 durch die Zusammenlegung zweier kleiner wissenschaftlicher Institutionen in kirchlicher Trägerschaft: der Studiengemeinschaft der Evangelischen Akademien in Bad Boll und der Forschungsakademie Christophorusstift in Hemer.
Die Grundfinanzierung wird getragen durch die Mitglieder des Trägervereins – die Evangelische Kirche in Deutschland (EKD), die Landeskirchen der EKD, den Deutschen Evangelischen Kirchentag und die Evangelischen Akademien. Hinzu kommt ein erheblicher Anteil projektgebundener Finanzierungen durch öffentliche Drittmittel sowie aus Projektförderungen privater und kirchlicher Institutionen.

## Arbeitsbereiche
An der FEST ist ein breites Spektrum wissenschaftlicher Disziplinen vertreten. Es reicht von der Theologie und der Philosophie über die wichtigsten Gesellschaftswissenschaften bis zu naturwissenschaftlichen Fächern und steht für die angestrebte Weite des interdisziplinären Diskurses. Die Ergebnisse werden der inner- und außerkirchlichen Öffentlichkeit in unterschiedlichen Formen der Veröffentlichung, durch Vortragstätigkeit und durch die Mitwirkung in Beratungsgremien vorgelegt. Das Forschungsprogramm ist an vier Arbeitsbereichen ausgerichtet:
- Religion, Recht und Kultur (Leiterin: Frederike van Oorschot)
- Frieden (Leiterin: Ines-Jacqueline Werkner)
- Nachhaltige Entwicklung (Leiter: Benjamin Held)
- Theologie und Naturwissenschaft (Leiter: Magnus Schlette)

### Religion, Recht und Kultur
Der Arbeitsbereich „Religion, Recht und Kultur“ bündelt theologische, juristische und kulturwissenschaftliche Forschungsperspektiven und bezieht diese aufeinander. Die Arbeiten richten sich dabei insbesondere auf drei Themenkreise: Medizin- und Bioethik, öffentliche Religion und institutioneller Wandel.

### Frieden
Der Arbeitsbereich „Frieden“ widmet sich den Themenfeldern Religion und Konflikt, Gerechter Frieden und Friedensgutachten.

### Nachhaltige Entwicklung
Der Arbeitsbereichs „Nachhaltige Entwicklung“ konzentriert sich auf folgende Themenfelder: Wachstum und Wohlfahrt sowie Indikatoren nachhaltiger Entwicklung, Wohlfahrtindizes, Einführung von Managementsystemen (Umwelt-, Energie- und Nachhaltigkeitsmanagement), Umweltbildung sowie Erstellung von Klimaschutz- und Umweltkonzepten.

### Theologie und Naturwissenschaft
Der Arbeitsbereich „Theologie und Naturwissenschaft“ widmet sich vor allem den Themenfeldern Mensch, Natur und Religion.

## Institutsleitung

### Leiter
Gegenwärtiger Leiter der FEST ist Philipp Stoellger (seit 2020, nebenamtlich).
Vorgänger im Amt waren: Klaus Tanner (2012–2019, nebenamtlich), Eberhard Schmidt-Aßmann (2006–2011, nebenamtlich), Eberhard Jüngel (2003–2006, nebenamtlich), Ulrich Ratsch (2001–2003, kommissarisch), Heinz Wismann (1991–2000), Johannes Schwerdtfeger (1989–1991, kommissarisch), Klaus von Schubert (1984–1989), Wolfgang Lienemann (1982–1984, kommissarisch), Georg Picht (1958–1982).
Stellvertretender Leiter der FEST ist Oliver Foltin (seit 2020).

### Vorstand
Dem Vorstand der FEST gehören folgende Personen an (Stand: Juni 2023):
Vorsitzender
Landesbischof Ralf Meister (Hannover)
Mitglieder
- Bernd Baucks (Düsseldorf)
- Vizepräsident der EKD Stephan Schaede (Hannover)[8]
- Generalsekretärin des Deutschen Evangelischen Kirchentags Kristin Jahn (Fulda)
- Generalsekretärin der Evangelischen Akademien in Deutschland Hanna Lorenzen (Berlin)
- Oberkirchenrat Matthias Kreplin (Karlsruhe)
- Michael Moxter (Hamburg)
- Prälatin Gabriele Wulz (Ulm)

### Kuratorium
Ein wissenschaftliches Kuratorium berät, begleitet und beurteilt die Planung, Entwicklung und Durchführung der Forschungsprojekte der FEST.
Zum wissenschaftlichen Kuratorium zählen (Stand: Februar 2020):
Vorsitzender
Michael Moxter (Theologie) Hamburg
Mitglieder
- Niklaus Blum (Theologie) München
- Christopher Daase (Politikwissenschaft/Friedens- und Konfliktforschung) Frankfurt/Main
- Horst Dreier (Öffentliches Recht) Würzburg
- Verena V. Hafner (Informatik) Berlin
- Kirchenpräsident Volker Jung (Theologie) Darmstadt
- Nicole C. Karafyllis (Philosophie) Braunschweig
- Hartmut Leppin (Geschichte) Frankfurt/M.
- Olaf Müller (Philosophie) Berlin
- Sigrid Stagl (Ökonomie) Wien
- Andreas Unterberg (Medizin/Neurochirurgie) Heidelberg
- Ulrich Willems (Politikwissenschaften) Münster
- Monika Wohlrab-Sahr (Kulturwissenschaften/Soziologie) Leipzig

Ehrenmitglieder
OKRätin, Regionalbischöfin Susanne Breit-Keßler (Theologie) München

## Ehemalige Mitarbeiter (Auswahl)
Der spätere Heidelberger Systematiker Heinz Eduard Tödt war seit 1961 Mitarbeiter der FEST. Sein Schüler, der spätere Ratsvorsitzender der EKD, Wolfgang Huber, war von 1968 bis 1980 Mitarbeiter und stellvertretender Leiter der FEST. Günter Altner war von 1973 bis 1977 wissenschaftlicher Referent.

## Publikationen

### Publikationsorgane
Die Ergebnisse der Forschungen werden insbesondere veröffentlicht in eigenen Buchreihen, z. B. „Religion und Aufklärung“ (Mohr Siebeck), „Texte und Materialien“ (FEST) und „FEST für die Praxis“ (FEST), in Einzelveröffentlichungen von Büchern in verschiedenen Verlagen sowie in Zeitschriften und in Anthologien.
Seit 2008 erscheint der Newsletter der FEST zweimal jährlich, sowohl in elektronischer als auch in gedruckter Form; er kann als PDF-Datei auf der Homepage heruntergeladen werden. Über die Arbeit wird zudem im jährlich erscheinenden Jahresbericht informiert, der ebenfalls als PDF-Datei heruntergeladen werden kann.
Die Reihen „FEST kompakt“ und „FEST Forschung“ werden seit 2020 über die Open-Access-Plattform heiBOOKS der Universität Heidelberg publiziert.

### Ausgewählte Buchpublikationen
- Hans Diefenbacher, Oliver Foltin, Benjamin Held, Dorothee Rodenhäuser, Rike Schweizer, Volker Teichert (2016): Zwischen den Arbeitswelten Der Übergang in die Postwachstumsgesellschaft. Fischer Taschenbuch, ISBN 978-3-596-03592-2.
- Held, Benjamin / Kirchhoff Thomas / van Oorschot, Frederike / Stoellger, Philipp / Werkner / Ines-Jacqueline (Hrsg.) (2020): Corona als Riss: Perspektiven für Kirche, Politik und Ökonomie, Heidelberg: heiBOOK, (FEST kompakt – Analysen – Stellungnahmen – Perspektiven, Band 1).
- Kirchhoff, Thomas / Karafyllis, Nicole C. / Evers, Dirk / Falkenburg, Brigitte / Gerhard, Myriam / Hartung, Gerald / Hübner, Jürgen / Köchy, Kristian / Krohs, Ulrich / Potthast, Thomas / Schäfer, Otto / Schiemann, Gregor / Schlette, Magnus / Schulz, Reinhard / Vogelsang, Frank (Hrsg.) (2020): Naturphilosophie. Ein Lehr- und Studienbuch. 2., aktualisierte und durchgesehene Auflage. Stuttgart: UTB/Mohr Siebeck.
- Schlette, Magnus (Hg.) (2018): Ist Selbstverwirklichung institutionalisierbar? Axel Honneths Freiheitstheorie in der Diskussion. Campus: Frankfurt/M.
- Schlette, Magnus / Deuser, Hermann / Kleinert, Markus (Hg.) (2015): Metamorphosen des Heiligen. Struktur und Dynamik von Sakralisierung am Beispiel der Kunstreligion. Mohr Siebeck, Tübingen.
- Weilert, A. Katarina / Hildmann, Philipp W. (Hg.) (2018): Religion in der Schule. Zwischen individuellem Freiheitsrecht und staatlicher Neutralitätsverpflichtung. (Reihe Religion und Aufklärung, 28). Tübingen: Mohr Siebeck.
- Werkner, Ines-Jacqueline (2020): Friedens- und Konfliktforschung. Eine Einführung. München: UTB/UVK Verlag.

## Sonstiges
Von 2006 bis 2018 war Volker Teichert Vorsitzender der Jury Umweltzeichen; an der FEST hatte er seit 1996 unter anderem die wissenschaftlichen Schwerpunkte Umwelt- und Nachhaltigkeitsmanagement sowie ökologische Produktpolitik.
Seit 2008 ist das mit Finanzierung der Evangelischen Kirche in Deutschland (EKD) eingerichtete „Projektbüro Klimaschutz“ an der FEST angesiedelt.
Die FEST ist Gesellschafter der 2011 gegründeten Klima-Kollekte, des Fonds christlicher Kirchen in Deutschland für CO2-Kompensation.
Seit Dezember 2012 ist die FEST nach dem europäischen Umweltmanagementsystem EMAS validiert.
Seit 2017 publiziert die FEST auf ihrer Homepage und in einem Youtube-Kanal Videoaufzeichnungen ausgewählter Vorträge, die im Rahmen des Jour Fixe und anderer Veranstaltungen gehalten wurden.